# Dan Boyle
Daniel Denis Boyle, detto Dan (Ottawa, 12 luglio 1976), è un hockeista su ghiaccio canadese.
Dal 2014 milita nei New York Rangers, dopo aver vestito, in NHL, anche le maglie di Florida Panthers (1998-2002), Tampa Bay Lightning (2002-2008, con la vittoria della Stanley Cup 2004) e San Jose Sharks (2008-2014). La sua unica esperienza in Europa risale alla stagione del lockout 2004-2005, quando giocò per il Djurgårdens IF nella Elitserien.
Ha vinto la medaglia d'oro olimpica alle Olimpiadi invernali 2010 svoltesi a Vancouver, conquistando con la sua nazionale il torneo maschile di hockey su ghiaccio.
Ha conquistato inoltre la medaglia d'argento al campionato mondiale di hockey su ghiaccio maschile 2005.